# وریا
شهر وریا (به روسی: Верея) در کشور روسیه و در اوبلاست مسکو واقع شده‌است.